# Ellen Romesch
Ellen Romesch (* 1936 v Kleinitzu v Německu) byla východoněmecká špiónka, která byla pod diplomatickou ochranou ambasády východního Německa ve Washingtonu, DC na začátku 60. let. Mezi novinářskými kruhy se spekuluje, že byla milenkou prezidenta Johna F. Kennedyho během nejnapjatější doby Studené války.